# Córrego Água do Engenho de Ferro
Der Córrego Água do Engenho de Ferro ist zusammen mit einem Oberlauf Córrego Água do Barrerão ein etwa 10 km langer linker Nebenfluss des Rio Tibaji im Norden des brasilianischen Bundesstaats Paraná.

## Etymologie
Engenho ist in Brasilien die Bezeichnung für eine Zuckerrohrmühle. Zusammen mit Córrego = Bach, Água = Wasser und Ferro = Eisen bedeutet der Name des Baches somit Eisenmühlwasser.

## Geografie

### Lage
Das Einzugsgebiet des Córrego Água do Engenho de Ferro befindet sich auf dem Terceiro Planalto Paranaense (Dritte oder Guarapuava-Hochebene von Paraná).

### Verlauf
Das Quellgebiet des Córrego Água do Barrerão liegt im Munizip Ibiporã auf 442 m Meereshöhe im Süden des Stadtgebiets in der Nähe der BR-369 und der Eisenbahnlinie São Paulo Paraná.
Der Fluss verläuft in östlicher Richtung. Nach etwa 4 km bekommt er den Namen Córrego Água do Engenho de Ferro. Er mündet auf 341 m Höhe von links in den Rio Tibaji. Er ist etwa 10 km lang.

### Munizipien im Einzugsgebiet
Der Córrego Água do Engenho de Ferro verläuft vollständig innerhalb des Munizips Ibiporã.